# Henri Meslot
Henri Meslot, né le 4 septembre 1884 à Paris 16e et mort le 1er mars 1973 à Toulon, est un athlète français.

## Biographie
Henri Meslot obtient ses premiers podiums nationaux en 1908 avec un titre sur 400 mètres haies et deux deuxièmes places sur 100 mètres et 200 mètres. Troisième du 400 mètres haies en 1910, il est sacré une nouvelle fois champion de France de la discipline aux Championnats de France d'athlétisme 1911. Aux Championnats de France d'athlétisme 1913 et 1914, il termine deuxième du 400 mètres haies. 

Il participe aux courses du 100 mètres, 200 mètres et 400 mètres haies des Jeux olympiques d'été de 1908, et est éliminé à chaque fois en séries de qualifications.